# Джинджер-Блу (Міссурі)
Джинджер-Блу (англ. Ginger Blue) — селище (англ. village) в США, в окрузі Макдональд штату Міссурі. Населення — 37 осіб (2020).

## Географія
Джинджер-Блу розташований за координатами 36°35′24″ пн. ш. 94°27′35″ зх. д. / 36.59000° пн. ш. 94.45972° зх. д. (36.589913, -94.459639).  За даними Бюро перепису населення США в 2010 році селище мало площу 0,68 км², уся площа — суходіл.

## Демографія
Згідно з переписом 2010 року, у селищі мешкала 61 особа в 28 домогосподарствах у складі 17 родин. Густота населення становила 90 осіб/км².  Було 40 помешкань (59/км²).
Расовий склад населення:
| - 88,5 % — білих - 1,6 % — вихідців з тихоокеанських островів - 1,6 % — чорних або афроамериканців - 6,6 % — осіб інших рас |

До двох чи більше рас належало 1,6 %. Частка іспаномовних становила 6,6 % від усіх жителів.
За віковим діапазоном населення розподілялося таким чином: 16,4 % — особи молодші 18 років, 78,7 % — особи у віці 18—64 років, 4,9 % — особи у віці 65 років та старші. Медіана віку мешканця становила 40,6 року. На 100 осіб жіночої статі у селищі припадало 96,8 чоловіків;  на 100 жінок у віці від 18 років та старших — 96,2 чоловіків також старших 18 років.
Середній дохід на одне домашнє господарство  становив 41 671 долар США (медіана — 32 188), а середній дохід на одну сім'ю — 58 200 доларів (медіана — 44 167). 
Цивільне працевлаштоване населення становило 22 особи. Основні галузі зайнятості: будівництво — 68,2 %, виробництво — 18,2 %, роздрібна торгівля — 4,5 %, науковці, спеціалісти, менеджери — 4,5 %.